# 856
Раннє Середньовіччя •  Епоха вікінгів •  Золота доба ісламу •  Реконкіста

## Геополітична ситуація
У Східній Римській імперії триває правління Михаїла III. Володіння Каролінгів розділені на п'ять королівств: Західно-Франкське королівство, Східно-франкське королівство, Лотарингію, Італію та Прованс. Північ Італії належить Італійському королівству, Рим і Равенна під управлінням Папи Римського, герцогства на південь від Римської області незалежні, деякі області на півночі та на півдні належать Візантії. Піренейський півострів, окрім Королівства Астурія та Іспанської марки, займає Кордовський емірат. Вессекс підпорядкував собі більшу частину Англії, почалося вторгнення данів. Існують слов'янські держави: Перше Болгарське царство, Велика Моравія, Блатенське князівство.
Аббасидський халіфат очолив аль-Мутаваккіль. У Китаї править династія Тан. Значними державами Індії є Пала, Пратіхара, Чола. В Японії триває період Хей'ан. Хозарський каганат підпорядкував собі кочові народи на великій степовій території між Азовським морем та Аралом. Територію на північ від Китаю захопили єнісейські киргизи.
На території лісостепової України в IX столітті літописці згадують слов'янські племена білих хорватів, бужан, волинян, деревлян, дулібів, полян, сіверян, тиверців, уличів. У Північному Причорномор'ї співіснують різні кочові племена, зокрема булгари, хозари, алани, тюрки, угри, кримські готи. Херсонес Таврійський належить Візантії.

## Події
- Продовжувалася боротьба за владу в Аквітанії між королем Західного Франкського королівства Карлом Лисим та Піпіном II. Карл Лисий намагався посадити на трон Аквітанії свого сина Карла Дитя і добився його визнання грандами на раді в Шартрі 14 жовтня.
- Карл Лисий виділив своєму синові Людовику Заїці Нейстрію для правління, що викликало бунт Роберта Сильного.
- У Британії Етельбальд узурпував трон Вессексу, скориставшись тим, що його батько Етельвульф вирушив до Риму на прощу.
- Сарацини побили Адемара Салернського та Адельчіза Беневентського поблизу Барі й взяли в облогу Неаполь.
- Вікінги вчинили грабіжницький рейд на Орлеан та інші міста понад Сеною і Луарою, спалили Париж, покинутий жителями.
- Астурійці відбили в маврів місто Леон і почали заселювати його знову.
- Від потужного землетрусу в Коринфі постраждало 45 тис. людей.
- Від потужного землетрусу постраждало 200 тис. людей у місті Дамгані в Ірані.
- Приблизно цього року в Києві почали правити Аскольд і Дір. Це відбулося до 860, коли Аскольд очолював добре документований напад русів на Константинополь.